# Stolová hora

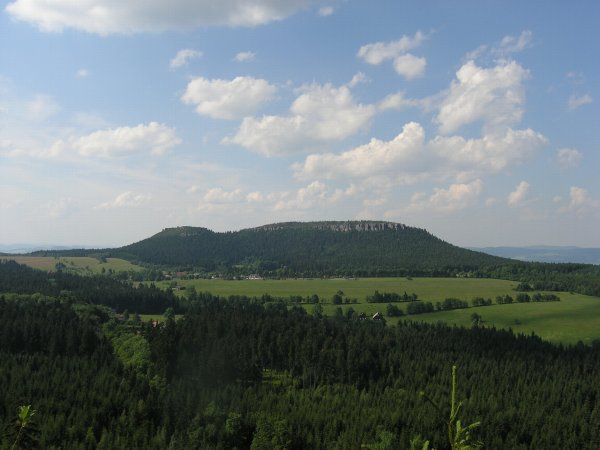
Malá a Velká Hejšovina ve Stolových horách. Pohled z Karlovy pevnůstky.

Stolová hora (též tabulová hora, jiným výrazem mesa) je pojem z geomorfologie, kterým se označuje osamocená, na temeni zarovnaná vyvýšenina, která typicky vystupuje strmými svahy nad okolní krajinu. Vrchol hory tvoří ploché temeno, které může být různého tvaru a velikosti. Svými rozměry jsou stolové hory přechodem mezi svědeckými vrchy a tabulemi.
Tento výrazný geomorfologický tvar vzniká erozně denudační činností exogenních sil (vody, větru, mrazu) působících na tabule a plošiny s horizontálně či subhorizontálně uloženými sedimenty. Nejčastější výskyt stolových hor je vázán na aridní a sopečné oblasti, kde po zvětrání vrcholu hory vznikne plošina odolnějšího ztuhlého magmatu. Díky příkrým svahům, které izolují ploché temeno od okolní krajiny, je poměrně časté, že se na temeni hory nachází uzavřený ekosystém s odlišnou flórou a faunou.
Stolové hory byly objeveny i pod mořskou hladinou ve značných hloubkách až kolem tří kilometrů. Pod vodní hladinou se tyto útvary nazývají guyoty. Jejich vznik je spojen s vodní erozí a s následným poklesem celé desky, na které se stolová hora nacházela.
Stolové hory se také vyskytují i na dalších planetách sluneční soustavy, např. Amazonis Mensa na Marsu.

## Výskyt
Následující příklady zahrnují jak jednotlivé stolové hory, tak oblasti s jejich hojným výskytem.

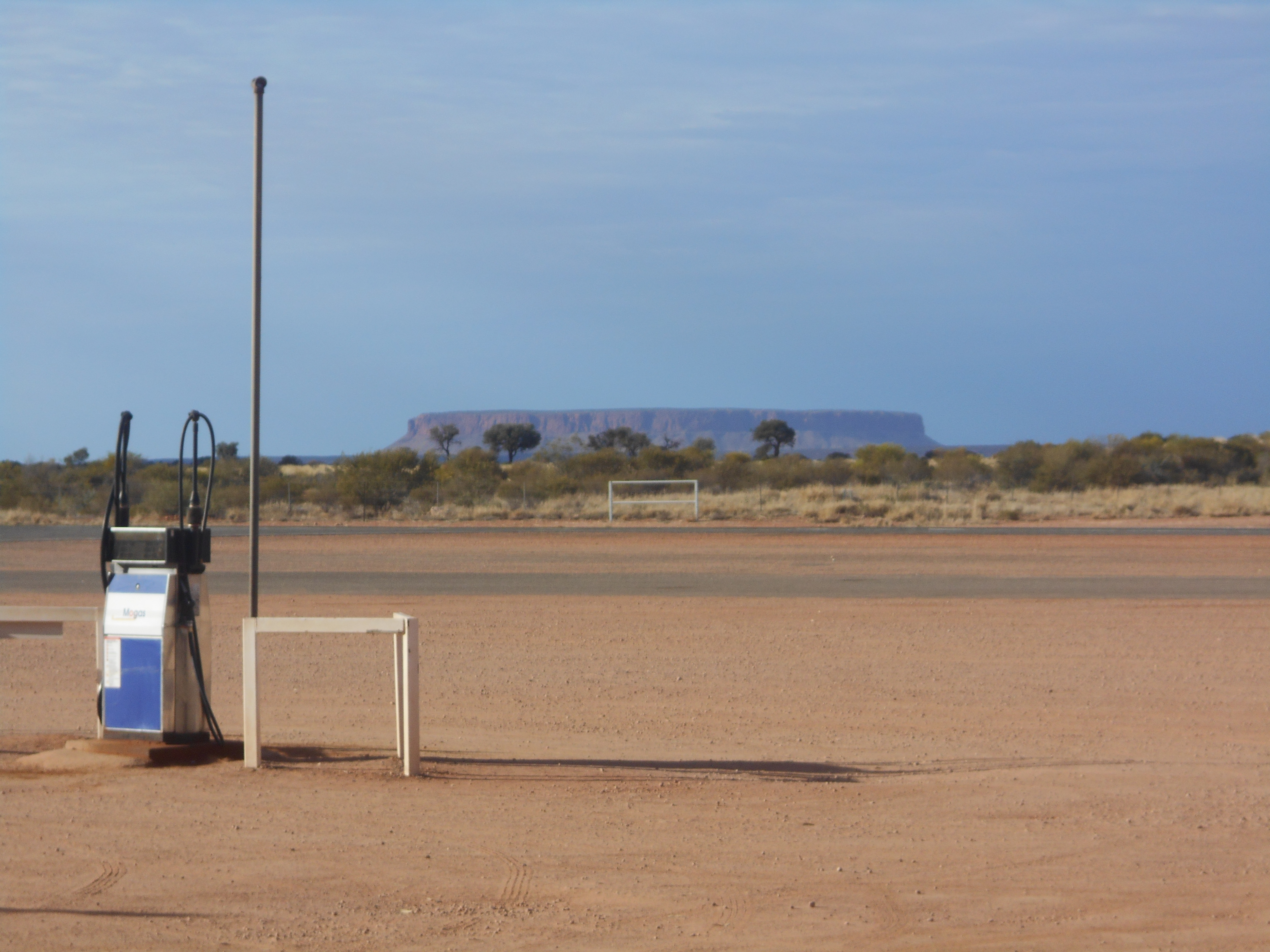
Pohled na Mount Conner v Austrálii

### Evropa

#### Česko
- Bor – polsky Skalniak – (Stolové hory)
- Děčínský Sněžník
- vrch Kozelka

- Ostaš (Broumovská vrchovina)
- Stolová hora (Klentnice)
- Trabice (do roku 1989, než začala těžba čediče)[1]
- Úhošť
- Vidoule (tabulová hora)
- vrch Vladař

#### Irsko
- Ben Bulben

#### Německo
- Saské Švýcarsko – Großer a Kleiner Zschirnstein, Königstein, Lilienstein, Papststein, Pfaffenstein, Zirkelstein

#### Polsko
- Bor – polsky Skalniak – (Stolové hory)
- Malá a Velká Hejšovina (Góry Stołowe, Polsko)

### Afrika
- Hombori Tondo (Mali)
- Sahara
- Stolová hora u Kapského Města

### Asie
- Dekánská plošina (Indie)

### Amerika
- tzv. tepui v Guyanské vysočině (např. Roraima)
- stolová hora Kurupira v Amazonském pralese
- Monument Valley v USA
- Mount Asgard v Kanadě

### Austrálie a Oceánie
- Mount Conner